# Tijana Bošković
Pour les articles homonymes, voir Bošković et Bošković (homonymie).
Tijana Bošković est une joueuse professionnelle de volley-ball serbe née le 8 mars 1997 à Trebinje (Bosnie-Herzégovine). Elle mesure 1,94 m et joue au poste d’attaquante pour le club Eczacıbaşı Dynavit et l'équipe nationale féminine de volley-ball serbe. Elle a remporté des médailles d'or avec l'équipe nationale aux Championnats du monde 2018 et 2022 et aux Championnats d'Europe 2017 et 2019. Elle est également double médaillée olympique, ayant remporté l’argent aux Jeux de Rio en 2016 et le bronze aux Jeux de Tokyo en 2020.
Sa sœur ainée Dajana Bošković est également joueuse de volley-ball.

## Biographie

### Famille et enfance

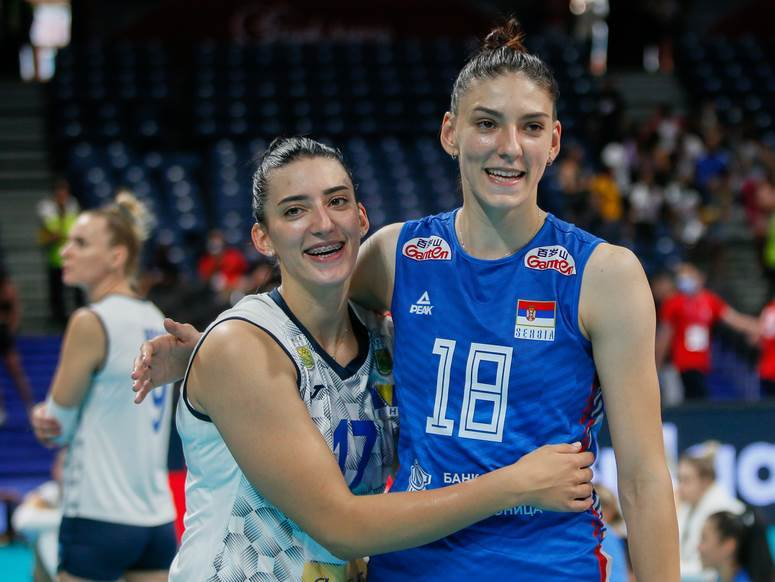
Les sœurs Bošković lors de leur premier match l'une contre l'autre avec l'équipe nationale au Championnat d'Europe de volleyball féminin 2021

Tijana Bošković est née de parents serbes le 8 mars 1997 à Trebinje, Republika Srpska, Bosnie-Herzégovine. Bošković peut parler trois langues : le serbe, le turc et l'anglais. Elle est la deuxième enfant de Ljupko Bošković et Vesna Bošković. Son père était footballeur. Elle a deux frères et sœurs : un frère Vuk et une sœur Dajana. Son frère cadet, Vuk Bošković est basketteur et sa sœur aînée Dajana Bošković joue pour l'équipe nationale féminine de volley-ball de Bosnie-Herzégovine. Les deux sœurs ont disputé leur premier match international l'une contre l'autre lors du Championnat d'Europe de volleyball féminin 2021. Dajana est également gauchère.
Bošković est originaire de Bosnie-Herzégovine mais possède la nationalité serbe. Elle est née à Trebinje, une ville située en Republika Srpska. Bošković n'est pas une joueuse naturalisée. Elle joue pour la Serbie depuis l'âge de 15 ans. Selon les règles de la Fédération internationale de volleyball, les joueurs naturalisés doivent généralement attendre une période de deux ans après avoir acquis la citoyenneté avant de pouvoir concourir pour le pays de leur choix. Cependant, dans le cas de Bošković, ce délai d'attente ne s'appliquait pas car elle possédait déjà la nationalité serbe.
Bošković commence sa carrière sportive avec le karaté. Elle arrête le karaté en raison de sa grande taille et de son faible penchant pour ce sport. Un jour, elle va voir sa sœur aînée jouer au volley-ball et décide de devenir volleyeuse. Elle commence à jouer au volley-ball à l'âge de 7 ans, pendant son école primaire et elle remporte trois championnats avec l'équipe de son école.
Avant que Bošković ne joue pour l'équipe junior de Serbie, elle a attiré l'attention de Galatasaray alors qu'elle disputait un match en Bosnie-Herzégovine. Ils l'invite, ainsi que sa sœur Dajana, à venir à Istanbul, en Turquie, pour une formation d'essai. Son père accepte l'offre et vient à Istanbul avec ses filles. Après s'être entraîné avec Galatasaray, Bošković, alors âgé de 12 ans, est félicitée et appréciée par les entraîneurs. Les dirigeants du club rencontrent sa famille et lui font une offre de transfert. Ils proposent de transférer Bošković avec une naturalisation à la citoyenneté turque et de jouer pour l'équipe nationale turque. Cependant, son père déclare qu'elle ne jouerait pour l'équipe nationale d'aucun autre pays que l'équipe nationale de Serbie, rejette l'offre et retourne en Serbie avec ses filles.

## Carrière en équipes nationales

### Équipe junior
Tijana Bošković commence sa carrière de volley-ball à l'âge de 15 ans, en jouant pour l'équipe junior serbe. En 2013, elle remporte une médaille d'argent au Festival olympique de la jeunesse européenne 2013, où elle est nommée meilleure joueuse et meilleure attaquante. Elle a marqué 29 points à elle seule pour son équipe lors du match final contre la Slovénie, mais cela n'a pas suffi pour remporter la médaille d'or.
L'année suivante, Bošković aide l'équipe nationale serbe U19 à remporter le Championnat d'Europe junior féminin de volleyball 2014 pour la première fois de son histoire. L'équipe bat la Slovénie dans un match passionnant en cinq sets et Bošković est nommée meilleure joueuse du tournoi alors qu'elle a dominé les buteurs avec 38 points. Cette victoire marque la première médaille d'or de la Serbie dans une compétition de niveau junior.

### Équipe senior

#### 2013-2014: débuts avec l'équipe nationale féminine serbe
À l'âge de 16 ans, Bošković est appelée pour rejoindre l'équipe nationale senior en décembre 2013 pour 2 semaines d'entraînement.
Un an plus tard, Bošković fait ses débuts avec l'équipe nationale de Serbie au plus haut niveau, le Championnat du monde FIVB de volleyball féminin 2014. Bien qu'elle soit la plus jeune joueuse de l'équipe, Bošković a un impact immédiat en étant la meilleure buteuse de la Serbie dans la plupart des matchs. Elle marque un total de 129 points en huit matchs, aidant l'équipe à terminer à la septième place.
Le légendaire joueur américain et aujourd'hui entraîneur, Karch Kiraly a été impressionné par la performance de Bošković, affirmant qu'elle était "prête pour de grandes choses". Il a noté qu'elle était la meilleure buteuse du match contre les États-Unis et qu'elle avait le potentiel pour devenir l'une des meilleures joueuses du monde.

Bošković, qui a rejoint l'équipe peu avant le début du tournoi, était agréablement surprise de recevoir la convocation de l'équipe nationale et s'est sentie reconnaissante pour cette opportunité.
« Je n'imaginais pas que je jouerais au Championnat du monde. Je suis très heureuse rien que d'être ici. C'est certainement une expérience merveilleuse pour moi et pour mon avenir.»
Bien qu'elle soit l'une des joueuses les moins expérimentées, Bošković a participé au tournoi après son triomphe au Championnat d'Europe junior féminin de volleyball 2014. L'entraîneur de la Serbie, Zoran Terzic, a révélé que Bošković ne s'était entraînée avec l'équipe nationale senior que trois ou quatre jours avant le Championnat du monde. Il a déclaré que son plan était d'inclure Bošković dans ce tournoi pour la préparer au prochain Championnat d'Europe de 2015 et aux Jeux olympiques de 2016.

#### 2015-2016: première médaille avec l'équipe nationale, médaillée de bronze aux Championnats d'Europe et médaillée d'argent aux Jeux olympiques de Rio
Bošković remporte sa première médaille avec l'équipe nationale senior en décrochant l'argent à la Coupe du monde FIVB de volleyball féminin 2015. Cette compétition sert d'épreuve de qualification pour les Jeux Olympiques, et la deuxième place de la Serbie assure leur place aux Jeux olympiques d'été de 2016. Bošković, devenue la meilleure buteuse de la Serbie, marque un total de 159 points. Notamment, elle se classe parmi les trois meilleures buteuses du tournoi et est la plus jeune joueuse à figurer dans la liste des 10 meilleures buteuses.
Bošković fait sa première apparition au Championnat d'Europe de volleyball féminin et remporte sa première médaille dans un tournoi majeur. La victoire de l'équipe contre la Turquie en deux sets leur vaut la médaille de bronze au Championnat d'Europe de volleyball féminin 2015.
L'année suivante, Bošković et l'équipe remportent une médaille d'argent aux Jeux olympiques d'été de 2016, marquant la toute première médaille de la Serbie dans l'histoire du volleyball aux Jeux Olympiques. Bošković, avec Brankica Mihajlović, mène l'équipe à la finale en réalisant des performances remarquables, Bošković marquant 20 points et Mihajlović marquant 22 points, dans un match passionnant en cinq sets contre l'équipe numéro un mondiale et invaincue dans le tournoi, les États-Unis. Bošković, âgé de 19 ans, s'est imposée comme un talent sensationnel et une force offensive clé pour la Serbie pendant le tournoi. Elle livre une performance exceptionnelle, se classant parmi les trois meilleures buteuses de la compétition. Bošković non seulement mène la Serbie au score, mais également assure la deuxième place au service, après sa coéquipière Milena Rašić. Au total, Bošković enregistre 10 as et réalise un exploit historique en devenant le premier joueur de l'histoire des Jeux Olympiques à atteindre des vitesses de service supérieures à 100 km/h.

#### 2017: Bronze au Grand Prix du Monde et Championne d'Europe
Après une année 2016 réussie avec la Serbie, Bošković continue de briller au Grand Prix mondial FIVB de volleyball 2017. Elle mène l'équipe à une médaille de bronze en battant l'équipe hôte, la Chine, en quatre sets. Marquant un remarquable 31 points dans le match pour la médaille de bronze, Bošković est nommée meilleure joueuse adverse du tournoi.
Lors du Championnat d'Europe de volleyball féminin 2017, Bošković mène son équipe à une victoire sans faute contre les Pays-Bas, permettant à la Serbie de décrocher son deuxième titre européen, invaincue. Il s'agit de son premier titre majeur avec l'équipe nationale senior et sa performance remarquable lui vaut le titre prestigieux de meilleure joueuse du tournoi. Bošković accumule un total de 130 points, avec une moyenne impressionnante de 7,22 points par set, dépassant le record de buts de toutes les autres joueuses de la compétition.

Immédiatement après avoir remporté son premier titre majeur, Bošković a partagé son immense joie et a félicité son équipe pour sa performance exceptionnelle tout au long du championnat.
« Nous sommes championnes d'Europe, ce sentiment est incroyable ! Nous avons très bien joué, comme une seule équipe, dès le début. Nous n'avons perdu que deux sets dès le début du Championnat d'Europe. Nous avons travaillé cinq mois pour cela et vous pouvez voir le résultat.»
Anne Buijs, joueuse représentant les Pays-Bas, a ouvertement reconnu que son équipe était parfaitement préparée pour affronter la Serbie. Ils ont cependant rencontré des difficultés pour contenir le redoutable duo Bošković et Mihajlović. Buijs a également reconnu que la Serbie avait surclassé son équipe, ce qui en faisait l'équipe supérieure ce jour-là.

#### 2018-2019: championne du monde, championne d'Europe de suite et qualification pour les Jeux Olympiques
Lors de la première édition de la VNL, la Ligue des nations féminine de volleyball FIVB 2018, la Serbie se classe 5e du tournoi et Bošković se démarque comme la meilleure attaquante, enregistrant un total impressionnant de 206 attaques décisives réussies.
Bošković joue un rôle central en aidant la Serbie à franchir une étape historique en remportant son tout premier titre au Championnat du monde FIVB de volleyball féminin 2018, en battant l'Italie dans un match passionnant en cinq sets. Bošković est nommée meilleure joueuse du tournoi et, une fois de plus, elle devient la meilleure buteuse de la Serbie, amassant un total de 193 points. Elle se distingue également comme la meilleure attaquante du championnat, avec un taux de réussite impressionnant de 53,7 % dans ses tentatives d'attaque. L'un des moments forts du match final a été l'incroyable attaque de Bošković, où elle réussit à trouver un angle aigu sur un triple bloc élevé avec juste une bosse du libéro. Atteignant une vitesse de pointe de 102,7 km/h au cours de ce jeu impressionnant, cet exploit est même applaudi par l'entraîneur italien, Davide Mazzanti.
Bošković et la Serbie poursuivent leur séquence de victoires dans les tournois majeurs en remportant deux titres européens consécutifs au Championnat d'Europe de volleyball féminin 2019. Ils triomphent de l'équipe hôte, la Turquie, dans un match acharné en cinq sets, laissant les 10 000 spectateurs d'Ankara dans un silence stupéfait. Reconnue pour sa performance exceptionnelle, Bošković est nommée meilleure joueuse adverse et meilleure joueuse du tournoi. Elle devient la deuxième joueuse, après la Russe Tatiana Kosheleva, à remporter le titre de meilleure joueuse deux fois de suite.
Lors des tournois de qualification olympique intercontinentaux de volleyball féminin FIVB 2019, Bošković contribue avec un total de 75 points dans les trois matches disputés, assurant ainsi la qualification de son équipe pour les Jeux olympiques d'été de 2020 à Tokyo. Bošković se classe non seulement parmi les trois meilleures buteuses du tournoi, mais est également la meilleure attaquante, obtenant un taux de réussite impressionnant de 56,9 % dans ses tentatives d'attaque.

#### 2021: médaille de bronze aux Jeux olympiques de Tokyo et médaille d’argent aux Championnats d’Europe
Tijana Bošković est largement reconnue comme l’une des joueuses de volleyball les plus dominantes au monde. Son importance dans le sport a été soulignée en 2020 lorsqu'elle a été incluse dans le Roster100 de la Fédération internationale de volleyball, un honneur réservé aux 100 joueurs de volleyball les plus influents entre 2010 et 2020.
Aux Jeux olympiques d'été de 2020, Bošković remporte le titre de meilleur adversaire de la Dream Team de Tokyo 2020 en portant son équipe à une médaille de bronze. Elle franchit une étape remarquable en devenant la première joueuse à marquer 30 points ou plus dans trois matchs différents au sein d'un même tournoi des Jeux Olympiques. Elle accomplit cet exploit deux fois en trois sets, inscrivant 34 points contre le Japon et 33 points contre la Corée, et ajoute 32 points lors d'une défaite en quatre sets contre le Brésil. Bošković et Jordan Thompson sont les seules joueuses de l'histoire des Jeux Olympiques à marquer 30 points ou plus en seulement trois sets. Elle rejoint également les rangs de Yekaterina Gamova et Kim Yeon-Koung en tant que troisième joueuse à avoir trois entrées dans la liste de celles qui ont marqué 30 points ou plus lors d'un seul match des Jeux Olympiques. Bošković devient la meilleure buteuse du tournoi, marquant un total de 192 points en huit matches, soit une moyenne stupéfiante de 24 points par match. Elle fait preuve d'une efficacité exceptionnelle en tant qu'attaquante, convertissant 165 de ses 313 swings pour un taux de destruction exceptionnel de 52,7 %. De plus, elle est la deuxième meilleure serveuse avec 12 as. Lors des matchs contre le Japon et la Corée, Bošković marque à elle seule 34 et 33 points, tandis que ses coéquipières ont contribué avec un total de 30 et 25 points au total.
Juste un mois après les Jeux olympiques d'été de 2020, Bošković remporte le titre de meilleure adversaire de l'équipe All Star des fans avec 263 932 voix, tandis que son équipe remporte la médaille d'argent au Championnat d'Europe de volleyball féminin 2021. Grâce à cet exploit, l'équipe nationale féminine de volleyball de Serbie devient la seule équipe européenne, hommes et de femmes confondus, à remporter une médaille aux Jeux olympiques de 2020 et au Championnat d'Europe de 2021. Bošković est la meilleure buteuse du tournoi, amassant un total impressionnant de 215 points. Elle a constamment mené la Serbie en termes de score tout au long des neuf matchs, enregistrant 196 attaques réussies avec un taux de pointe de 52,3 %. Bošković bat le record du monde féminin de vitesse de pointe lors du match de demi-finale contre la Turquie, atteignant une vitesse étonnante de 110,3 km/h.
La performance exceptionnelle de Tijana Bošković en 2021 est largement considérée comme son propre sommet en carrière, car elle domine largement les statistiques dans les deux tournois. À la fin de l'année, elle est choisie à la 4e place pour la meilleure joueuse (femmes) de 2021 par volleyballworld.

#### 2022: Championne du monde
Lors du Championnat du monde FIVB de volleyball féminin 2022, Bošković assume le rôle de capitaine d'équipe pour la première fois de sa carrière en équipe nationale senior, remplaçant Maja Ognjenović. Sous sa direction, la Serbie défend avec succès son deuxième titre mondial. Les contributions remarquables de Bošković lui valent les titres de meilleure joueuse et de meilleure adversaire du tournoi. Elle devient la deuxième joueuse de l'histoire à remporter deux prix consécutifs de MVP du Championnat du monde, après la Cubaine Regla Torres, faisant d'elle la seule joueuse de l'histoire du volleyball européen à réaliser cet exploit. Bošković est l'attaquant le plus efficace du tournoi, avec un taux de destruction de 55,6 %. Lors du match d'ouverture de la Serbie contre le Canada, Bošković a établi un record en délivrant le service le plus rapide de cette édition, atteignant une vitesse impressionnante de 106,8 km/h.

#### 2023: médaille d'argent à la Ligue des Nations de Volleyball et du Championnat d'Europe
Bošković a souvent choisi de faire une pause après une saison exigeante en équipe nationale et en club, car la Ligue des nations féminine de volleyball FIVB n'est pas considérée comme un tournoi majeur de volleyball. Cette année, elle fait son retour en VNL après avoir sauté les deux dernières éditions, avec sa dernière apparition lors de la première semaine de la Ligue des Nations FIVB féminine de volleyball 2019 qui s'est tenue à Belgrade, en Serbie. Bošković, ainsi que la capitaine de l'équipe Maja Ognjenović, ont rejoint l'équipe serbe au cours de la troisième semaine de la Ligue des nations féminine de volleyball FIVB 2023 à Suwon. Au cours de quatre matchs, elle marque un total de 109 points avec un taux de réussite impressionnant de 58,8 % dans ses tentatives de pointe. Boškovdevient la première joueuse, homme et femme, de cette édition à marquer 39 points ou plus en un seul match. Alors qu'elle mène son équipe à la victoire dans trois matches sur quatre, l'équipe de Serbie ne réussit pas à se qualifier pour la finale puisqu'elle a terminé en dehors du top 8 au tour préliminaire.

## Carrière en club
| Club                | De        | À         |
| ------------------- | --------- | --------- |
| ŽOK Hercegovac      |           | 2010-2011 |
| OK Partizan Vizura  | 2011-2012 | 2014-2015 |
| Eczacıbaşı İstanbul | 2015-2016 | …         |

### 2010–2015: ŽOK Hercegovac et ŽOK Partizan Vizura
Le premier club de Bošković est le ŽOK Hercegovac, un club de Bosnie-Herzégovine où elle joue lors de la saison 2010-2011. Après avoir joué une seule saison avec le club, elle est transférée au ŽOK Partizan Vizura, un club serbe au début de la saison 2011-2012. Elle quitte sa famille alors qu'elle n'a que 14 ans et déménage à Belgrade avec sa sœur aînée.
Bošković commence à jouer dans la Ligue serbe en tant que frappeur extérieur de l'équipe. Elle est récompensée comme la meilleure frappeuse extérieure lors de la Coupe de Serbie 2012-2013. Bošković joue en tant qu'attaquante depuis la saison 2013-2014 jusqu'à maintenant. Elle est nommée MVP de la Super League serbe 2013-2014. Elle remporte deux titres de Super League serbe (2013-2014 et 2014-2015), deux Super Coupes de Serbie (2013 et 2014) et une Coupe de Serbie (2014-2015) avec le club.

### 2015–maintenant: Eczacıbaşı Dynavit
Bošković met fin à sa coopération avec le Partizan Vizura en 2015 et  reçoit de nombreuses offres d'équipes de toute l'Europe, principalement d'Italie, de Pologne et de Turquie. Étant l'une des joueuses les plus recherchées du mercato, elle  reçoit des offres du monde entier, notamment de VakifBank, Galatasaray et Fenerbahçe. Cependant, à la fin, elle décide de jouer avec l'un des plus grands clubs de volleyball, Eczacıbaşı et signe un contrat de quatre ans avec le club. En 2016, l'entraîneur de volleyball de l'UTSA, Laura Neugebauer-Groff, tente de la recruter pour jouer en Amérique pendant un an, avec sa sœur Dajana. Cependant, Bošković a déjà signé un contrat de quatre ans avec Eczacıbaşı, elle décline donc l'offre et choisit de rester en Turquie.
Bošković termine sa première saison avec Eczacıbaşı à la troisième place de la Ligue turque de volleball 2015-2016. Même si elle joue le rôle de remplaçante de Neslihan Demir, la performance de Bošković lors de sa première saison avec Eczacıbaşı est impressionnante. Elle s'est classée septième pour la meilleure adversaire et a marqué un total de 316 points en 23 matches. Elle est la plus jeune joueuse à entrer dans le top 10 des meilleurs adversaires de la ligue pour la saison.
Au cours de la saison 2016-2017, Bošković remporte sa première médaille avec Eczacıbaşı au Championnat du monde des clubs 2016 aux Philippines. Elle est nommée MVP et meilleure adversaire du tournoi. Elle termine troisième parmi les meilleures buteuses du tournoi avec 85 points, dont 64 attaques décisives et 14 blocs sur cinq matchs disputés. Bošković, Zhu Ting et Lucia Bosetti sont à égalité pour le plus grand nombre d'as du tournoi avec 7 as chacune. Lors de la Ligue des champions CEV 2016-2017, Bošković et son équipe participent au tournoi Final Four en Italie. L'équipe bat le Dynamo Moscou en quatre sets pour remporter la médaille de bronze. Elle est la meilleure buteuse et la meilleure serveuse du tournoi. Bien qu'elle soit la meilleure joueur adverse de la Ligue turque de volley-ball 2016-2017, Eczacıbaşı termine la saison à la quatrième place après avoir perdu contre VakifBank, ce qui empêche l'équipe de jouer dans la CEV Champion League, le plus haut niveau européen, tournoi des clubs de volley-ball pour la saison prochaine en raison des règles selon lesquelles seuls les 3 meilleurs clubs de Turquie peuvent participer au tournoi.
Récompensée comme la meilleure adversaire, Bošković commence une nouvelle saison en étant la meilleure attaquante et la meilleure serveuse du Championnat du monde des clubs féminins FIVB de volleyball 2017. Eczacıbaşı participe à la Coupe CEV, la compétition de volleyball de deuxième niveau pour les clubs européens pour la saison 2017-2018. L'équipe remporte la coupe après avoir battu Mintchanka Minsk 3-0 lors du match retour de la finale à domicile à Istanbul. Bošković est nommée MVP du tournoi. Elle est la meilleure buteuse et la meilleure attaquante de la compétition. L'équipe termine 2e après avoir perdu contre VakifBank et une fois de plus Bošković se classe 1ere comme la meilleure adversaire de la Ligue turque de volley-ball 2017-2018.
Bošković reçoit le prix de la meilleure adversaire trois fois consécutives au Championnat du monde des clubs féminins de volleyball FIVB 2018. Elle remporte deux trophées avec les Tigres lors de la saison 2018-19, la Super Coupe de Turquie et la Coupe de Turquie. Elle est nommée MVP et meilleure buteuse de la Coupe de Turquie. Bošković est la meilleure attaquante du Championnat du monde des clubs et de la Ligue turque. Le 22 mai 2018, Bošković a toujours un contrat pour une saison supplémentaire avec Eczacıbaşı mais elle décide de prolonger son contrat jusqu'à la fin de la saison 2020-2021. Malgré des offres de clubs de Chine, du Japon, du Brésil et d'autres clubs turcs, elle choisit de rester dans son club actuel pendant trois saisons supplémentaires.
L'année suivante, Bošković remporte son deuxième trophée de la Super Coupe de Turquie avec l'équipe et elle est récompensée en tant que meilleure joueuse. Elle est également la meilleure serveuse du Championnat du monde des clubs féminins de volleyball FIVB 2019. Bošković et l'équipe n'ont pas pu terminer trois autres tournois pour la saison 2019-2020 en raison de l'épidémie de Covid-19.
Après le départ du capitaine de l'équipe Kim Yeon-Koung lors de la saison 2020-2021, l'équipe est dirigée par deux capitaines temporaires, Bošković et Simge Akoz. Elle remporte sa troisième Super Coupe de Turquie et est choisie comme MVP pour la deuxième fois consécutive. Bošković est le meilleure buteuse après avoir marqué 692 points tout au long de la saison régulière. Alors qu'elle dispute sa 6e saison avec les Tigres, Eczacıbaşı annonce que Bošković a renouvelé le contrat avec l'équipe pour deux ans supplémentaires jusqu'à la saison 2022-2023. Elle est nommée capitaine de l'équipe.
Bošković conduit Eczacıbaşı à remporter un autre trophée de la Coupe CEV lors de la Coupe CEV féminine 2021-2022 et est la meilleure buteuse du tournoi. Elle est également la meilleure serveuse du Championnat du monde des clubs féminins de volleyball FIVB 2022. Après avoir joué la 8e saison avec Eczacıbaşı, Bošković choisit de rester dans le club pendant au moins un an de plus jusqu'en 2023-2024 avec une option de renouvellement pour la saison suivante, 2024-2025. Elle prolonge son contrat avec un salaire annuel de plus de 1,45 million d'euros (1,59 million de dollars américains) par saison.
Au total, elle a remporté sept trophées avec Eczacıbaşı. Elle a remporté trois SuperCoupes de Turquie (2018, 2019 et 2020), deux Coupes CEV (2017-2018 et 2021-22), une Coupe de Turquie (2018-2019) et le Championnat du monde des clubs FIVB (2016).

## Palmarès

### Équipe nationale
- Jeux olympiques
  -  2016 à Rio de Janeiro.
- Championnat du monde
  - Vainqueur : 2018, 2022.
- Championnat d'Europe
  - Vainqueur : 2017, 2019.
- Coupe du monde
  - Finaliste : 2015.
- Championnat d'Europe des moins de 19 ans
  - Vainqueur : 2014.

### Clubs
- Championnat du monde des clubs
  - Vainqueur : 2016.
  - Finaliste : 2019.
- Coupe de la CEV
  - Vainqueur : 2018.
- Championnat de Serbie
  - Vainqueur : 2014.
- Coupe de Serbie
  - Vainqueur : 2015.
  - Finaliste : 2013, 2014.
- Supercoupe de Serbie
  - Vainqueur : 2013, 2014.
- Championnat de Turquie
  - Finaliste : 2018, 2019.
- Coupe de Turquie
  - Vainqueur: 2019.
  - Finaliste : 2018.
- Supercoupe de Turquie
  - Vainqueur: 2018, 2019, 2020.

### Distinctions individuelles
- Championnat d'Europe féminin de volley-ball des moins de 19 ans 2014: MVP.
- Championnat du monde des clubs de volley-ball féminin 2016 : Meilleure attaquante et MVP[40].
- Championnat du monde des clubs de volley-ball féminin 2017 : Meilleure attaquante[41]
- Grand Prix mondial de volley-ball 2017: Meilleure attaquante[42].
- Championnat d'Europe de volley-ball féminin 2017: MVP[43].
- Coupe de la CEV féminine 2017-2018: MVP.
- Championnat du monde des clubs de volley-ball féminin 2018 : Meilleure attaquante[44]
- Championnat du monde féminin de volley-ball 2018 : MVP[45]
- Championnat d'Europe de volley-ball féminin 2019: Meilleure attaquante et MVP[46].
- Championnat du monde féminin de volley-ball 2022 : Meilleure joueuse et meilleure attaquante.